# Сала-Консилина
Сала-Консилина (итал. Sala Consilina) — город в Италии, располагается в регионе Кампания, в провинции Салерно.
Население составляет 12 726 человек, плотность населения составляет 216 чел./км². Занимает площадь 59 км². Почтовый индекс — 84036. Телефонный код — 0975.
Покровителем коммуны почитается Архангел Михаил. Праздник ежегодно празднуется 29 сентября.